# Адміністративний устрій Веселинівського району
Адміністративний устрій Веселинівського району — адміністративно-територіальний поділ Веселинівського району Миколаївської області на 2 селищні та 12 сільських рад, які об'єднують 52 населені пункти та підпорядковані Веселинівській районній раді. Адміністративний центр — смт Веселинове.

## Список радВеселинівського району
| №  | Назва                         | Центр            | Населені пункти                                                                                          | Площа км² | Місце за площею | Населення (2001), чол. | Місце за населенням | Розташування |
| -- | ----------------------------- | ---------------- | --- | --------- | --------------- | ---------------------- | ------------------- | ------------ |
| 1  | Веселинівська селищна рада    | смт Веселинове   | смт Веселинове с. Звенигородка с. Кременівка                                                             |           |                 |                        |                     |              |
| 2  | Варюшинська сільська рада     | с. Варюшине      | с. Варюшине с. Новий Городок                                                                             |           |                 |                        |                     |              |
| 3  | Зеленівська сільська рада     | c. Зелене        | c. Зелене с. Колосівка с. Кутузівка с. Улянове                                                           |           |                 |                        |                     |              |
| 4  | Катеринівська сільська рада   | c. Катеринівка   | c. Катеринівка с. Весняна Квітка с. Новокатеринівка                                                      |           |                 |                        |                     |              |
| 5  | Кубряцька сільська рада       | c. Кубряки       | c. Кубряки с. Гамове с. Іванівка                                                                         |           |                 |                        |                     |              |
| 6  | Луб'янська сільська рада      | c. Луб'янка      | c. Луб'янка с. Бузоварове с. Іванівка с. Калинівка с. Нововоскресенка с. Петрівка с. Райдолина           |           |                 |                        |                     |              |
| 7  | Миколаївська сільська рада    | c. Миколаївка    | c. Миколаївка с. Подолянка с. Степанівка с. Суха Балка с. Урсолівка                                      |           |                 |                        |                     |              |
| 8  | Новосвітлівська сільська рада | c. Новосвітлівка | c. Новосвітлівка                                                                                         |           |                 |                        |                     |              |
| 9  | Подільська сільська рада      | c. Поділля       | c. Поділля с. Григорівка с. Новогригорівка с. Новосілка с. Первенець                                     |           |                 |                        |                     |              |
| 10 | Покровська сільська рада      | c. Покровка      | c. Покровка                                                                                              |           |                 |                        |                     |              |
| 11 | Порічанська сільська рада     | c. Поріччя       | c. Поріччя с. Градівка                                                                                   |           |                 |                        |                     |              |
| 12 | Ставківська сільська рада     | c. Ставки        | c. Ставки с. Зоря с. Києво-Олександрівське с. Новий Степ с. Староолексіївка с. Федорівка с. Штукар       |           |                 |                        |                     |              |
| 13 | Токарівська селищна рада      | смт Токарівка    | смт Токарівка с. Бондарівка с. Виноградівка с. Воронівка с. Михайлівка с. Новомиколаївка с. Новопавлівка |           |                 |                        |                     |              |
| 14 | Широколанівська сільська рада | c. Широколанівка | c. Широколанівка с. Піщаний Брід                                                                         |           |                 |                        |                     |              |

* Примітки: м. — місто, с-ще — селище, смт — селище міського типу, с. — село